# Пронозовский сельский совет
Пронозовский сельский совет (укр. Пронозівська сільська рада) — входит в состав
Глобинского района
Полтавской области
Украины.
Административный центр сельского совета находится в 
с. Пронозовка.

## История
- 1918 — дата образования.

## Населённые пункты совета
- с. Пронозовка
- с. Васьковка
- с. Кагамлык
- с. Мозолиевка
- с. Шушваловка